# Список війн за участю Швеції
Це список воєн з участю Швеції. Існують легендарні битви королів Швеції, про які, зокрема, згадував Тацит у I столітті у своїй праці «Германія». Проте точніших даних про ці події немає, тому вони у список не включені. Першими задокументованими битвами були війна з норвежцями Улофа III (995—1022) короля свеїв навколо озера Меларен та геатів навколо озера Веттерн. Сучасна Швеція як цілісна держава виникла 6 червня 1523 року шляхом акламації Густава Ваза як короля Швеції, що означало розірвання Кальмарської унії з Данією. З 1814 року Швеція проголосила нейтралітет і участі у військових діях не брала до 1960-х, коли держава почала брати участь у миротворчих місіях ООН.

## Список
| Рік            | Війна | Результат |
| X століття     | X століття | X століття |
| -------------- | --- | --- |
| бл. 988        | Битва на Фюрісвеллірі | перемога Еріка Переможця |
| вересень 1000  | Битва під Сволдером | перемога датсько-шведського війська, смерть Олафа Трюггвасона, встановлення датського контролю над Норвегією |
| XI століття    | | |
| 1015–1018      | Норвезько-шведська війна | договір у Кунгагеллі (1020) |
| 1099–1101      | Норвезько-шведська війна (1099—1101) | зустріч трьох королів (1101) |
| XII століття   | | |
| бл. 1150       | Перший шведський хрестовий похід у Фінляндію | хрещення частини фінів |
| 1187           | Пограбування Сигтуни карелами, естами і куршами | |
| XIII століття  | | |
| 1220           | Лівонський хрестовий похід | шведська навала відбита естонцями. Загальна перемога німецьких та данських хрестоносців. |
| 1229 або 1230  | Битва біля Олюстри | вирішальна перемога Кнута Довгого, короля Еріка повалено |
| 1249-1250      | Другий шведський хрестовий похід у Фінляндію | - плем'я Ям і південно-західна Фінляндія потрапляють під шведське правління - заснований замок Гяме |
| 1257           | Карели нападають на Швецію | папа Олександр IV закликає до хрестового походу проти карелів на прохання короля Швеції Валдемара |
| 1274–1275      | Війна проти Вальдемара Біргерссона | - повалення Вальдемара - коронування Магнуса III Ладулоса |
| 1293           | Третій шведський хрестовий похід у Фінляндію | - шведи захоплюють 14 сотень карелів - територія Фінляндії стає частиною Швеції. |
| XIV століття   | | |
| 1142–1322      | Шведсько-новгородські війни | Нетеборзький договір (1323) |
| 1304–1310      | Шведський розбрат | смерть герцогів Еріка та Вальдемара |
| XV століття    | | |
| 1470–1471      | Дансько-шведська війна (1470–1471) | - невдала спроба короля Кристіана I захопити шведський тррн - Кальмарське перемир'я (1472) |
| 1495–1497      | Російсько-шведська війна (1495-1497) | договір про вічний мир 1508 року |
| XVI століття   | | |
| 1501–1512      | Дансько-шведська війна (1501–1512) | - шведський бунт проти Югана, короля Данії (1501) - невдале посередництво (1507, 1509) - німецька Ганза підтримує Швецію - договір про перемир'я у Фленсбурзі (1511) - мирний договір у Мальме (1512) |
| 1521–1523      | Війна за незалежність Швеції | - договір про перемир'я у Готланді (1524) - заснування Королівства Швеція - коронація Густава Вази |
| 1534–1536      | Графська війна | Копенгагенське перемир'я (1537) |
| 1542–1543      | Повстання Нільса Дакке | селянське повстання спершу перемагало, але згодом зазнало поразки. |
| 1554–1557      | Московсько-шведська війна (1554—1557) | - Новгородське перемир'я (1557) - Status quo ante bellum |
| 1563–1570      | Північна семирічна війна | - Щецинський мир (1570) - Status quo ante bellum |
| 1570–1595      | Лівонська війна (1558–83) та Російсько-шведська війна (1590–95) | - Тявзинський мир (1595) - Естонія перейшла до Швеції |
| 1598–1599      | Війна проти Сигізмунда | - перемир'я у Стонгебро (1598) - повалення Сигізмунда III Вази - коронування Карла IX |
| XVII століття  | | |
| 1600–1629      | Польсько-шведські війни (1600-1629) | - Альтмаркське перемир'я (1629) - Лівонія перейшла до Швеції |
| 1609–1610      | Похід Делагарді | |
| 1610–1617      | Шведсько-московська війна (1610—1617) | - Столбовський мир (1617) - Інгерманландія перейшла до Швеція - Московське царство втратило доступ до Балтійського моря |
| 1611–1613      | Кальмарська війна | Кнередський мир (1613) |
| 1618–1648      | Тридцятилітня війна | - Штеттинский договір (1630): окупація Померанії - Бервальдський договор (1631): альянс з Францією - Штумсдорфське перемир'я з Польщею (1635) - Стокгольмське перемир'я з Бранденбургом (1641) - Еуленбурзьке перемир'я зі Саксонією (1646) - Ульмське перемир'я з Баварією та Кельном (1647) - Вестфальський мир (1648) - Сілезія та Померанія анексована Швецією                                                                        |
| 1643–1645      | Дансько-шведська війна (1643—1645) | - Бремсебруський мир (1645) - провінції Ємтланд, Гер'єдален, Ідре і Серна, острови Готланд й Сааремаа у Балтійському морі відійшли Швеції; - провінція Галланд, передана Швеції на 30 років |
| 1654           | Перша Бременська війна | - Стаденське премир'я (1654) - Бремен дає клятву вірності шведському королю Карлу X Густаву |
| 1655–1661      | Північна війна (1655—1660) - Шведський потоп (1655—1660) - Московсько-шведська війна (1656—1658) - Дансько-шведська війна (1657—1658) - Дансько-шведська війна (1658—1660) | - Роскілльський мир з Данією-Норвегією (26 лютого 1658) - Олівський мир з Польщею (23 квітня 1660) - Копенгагенський мир з Данією-Норвегією (27 травня 1660) - Кардіський мир з Московією (21 червня 1661) - округи Галланд, Сконе, Блекінге та Богуслен перейшли до Швеції - колонія Нова Швеція в Америці перейшла до Нідерландів |
| 1666           | Друга Бременська війна | - Габенгаузький мир (1666) - Бремен втрачає території |
| 1667–1668      | Деволюційна війна | Аахенський мир (1668) |
| 1674–1679      | Дансько-шведська війна (1675—1679) | - Status quo ante bellum - Німвегенський мир зі Священною Римською імперієюr, Мюнстером та Нідерландами (1679) - Цельський мир з Люнебургом (1679) - Сан-Жерменський мир з Бранденбургом (1679) - мирний договір у Фонтебло з Данією (1679) |
| 1688–1691      | Війна Аугсбурзької ліги | |
| XVIII століття | | |
| 1700–1721      | Велика Північна війна | - Травендальський мир з Данією-Норвегією (1700) - Альтранштадський мир з Саксонією (1706) - Стокгольмський договір з Гановером та Пруссією (1719, 1720) - Фредеріксборзький договір з Данією-Норвегією (1720) - Ништадтський мир з Московією (1721) - Московія отримує шведські території — Естонію, Лівонію і Інгрію, а також частини Кексгольм і Виборг. - Пруссія отримує частину Шведської Померанії - Гановер отримує Бремен-Верден. |
| 1741–1743      | Російсько-шведська війна (1741—1743) | - Абоський мирний трактат (1743) - Швеція віддала Російській імперії Кюменогорську провінцію з Фрідріхсгамом та Вільманстрандом і частину Саволакської провінції з Нейшлотом. Кордон встановлювався по річці Кюммене. Російська імперія виводила свої війська з інших провінцій Фінляндії. |
| 1757–1762      | Семирічна війна | Гамбурзький договір (1762) |
| 1788–1790      | Російсько-шведська війна (1788—1790) | - Status quo ante bellum - Верельський мирний договір (1790) |
| 1788–1789      | Дансько-шведська війна (1788—1789) | Status quo ante bellum |
| XIX століття   | | |
| 1801–1802      | Перша берберійська війна | |
| 1805–1810      | Війна четвертої коаліції | Паризький мир (1810) |
| 1808–1809      | Російсько-шведська війна (1808—1809) | - Фредріксгамнський мирний договір (1809) - король Швеції Густав IV Адольф зрікся корони - Фінляндія та Аландські острови відійшли до Росії |
| 1808–1809      | Дансько-шведська війна (1808–1809) | Status quo ante bellum |
| 1810–1812      | Англо-шведська війна | Еребруський мир (1812) |
| 1813–1814      | Війна шостої коаліції | - Кільські мирні договори (1814) - Договор у Фонтенбло (1814) - Паризька мирна угода (1814) - Норвегія переходить до Швеції |
| 1814           | Шведсько-норвезька війна (1814) | - Конвенція у Моссі (1814) - Шведсько-норвезька унія |
| XX століття    | | |
| 1961–1964      | Конголезька криза (у рамках миротворчої місії ONUC) | ліквідація держави Катанга |
| 1992–1995      | Боснійська війна (у рамках миротворчої місії UNPROFOR) | Дейтонські угоди |
| XXI століття   | | |
| 2001–2021      | Війна в Афганістані (у рамках миротворчої місії ISAF) | рух Талібан захопив всю територію Афганістану після виведення американських військ і союзників |
| 2011           | Перша громадянська війна в Лівії | ліквідована Лівійська Арабська Джамахірія |
| 2013–досі      | Війна в Малі | триває |